# 2023年國際足協女子世界盃決賽
2023年國際足協女子世界盃決賽是一場決定2023年國際足協女子世界盃冠軍的賽事。賽事在2023年8月20日，於澳洲悉尼的澳洲體育場舉行。這將是國際足聯女子世界杯的第九次決賽，比賽將於2023年8月20日在澳大利亞悉尼的澳大利亞體育場舉行。
這場比賽將在西班牙隊和英格蘭隊之間進行，亦是兩隊首次參加女足世界盃決賽。兩支球隊都有望成為第二個同時贏得男子和女子世界杯冠軍的國家（德國於2003年完成這一壯舉），並成為繼2007年德國之後第一支代表歐足聯贏得世界杯冠軍的球隊，亦是史上第五支奪得女足世界盃冠軍的隊伍。亦是繼1995年和2003年之後，第三次兩支歐洲球隊爭奪冠軍的決賽。
最終，西班牙戰勝了英格蘭。
西班牙成為世界盃史上第五支奪得女足世界盃冠軍的隊伍，同時成為德国之后第二支贏得过男子和女子世界杯冠軍的球隊。

## 比賽場館
2021年3月31日，澳洲體育場被選為舉辦決賽場地。 球場在1999年3月正式開放，是為了舉辦2000年夏季奧林匹克運動會而建，球場設有 81,500 個觀眾席。

## 晉級之路
| 排名 | 隊伍   | 賽 | 分 |
| ---- | ------ | -- | -- |
| 1    | 日本   | 3  | 9  |
| 2    | 西班牙 | 3  | 6  |
| 3    | 尚比亞 | 3  | 3  |
| 4    |        | 3  | 0  |

| 排名 | 隊伍   | 賽 | 分 |
| ---- | ------ | -- | -- |
| 1    | 英格兰 | 3  | 9  |
| 2    | 丹麦   | 3  | 6  |
| 3    | 中國   | 3  | 3  |
| 4    | 海地   | 3  | 0  |

### 西班牙：红衣军团女足归来
自从西班牙在20世纪以来女子足球一直没有改变，世界杯也从来没有入军过，后来在2015年换了新教练之后，从预选赛首次进入女足世界杯，在2019年法国世界杯被美国干掉及2022年欧洲杯八分之一决赛被东道主英格兰打败，因为西班牙开始发展女足职业化，女足发展迅速，西班牙在2023年预选赛对阵苏格兰大胜，自动晋级世界杯，在世界杯之后一路缠斗哥斯达黎加、赞比亚、瑞士、荷兰和瑞典，以及输给与东道主澳洲同联盟的日本，首次晋级世界杯决赛。

### 英格兰：新的开始
自从2019年在半决赛被美国淘汰之外，英格兰决定更换教练，遇见了荷兰队的教练萨里娜·维格曼，决定改换了球队战术，并在2022获得了首座国际赛事，成功在预选赛打败拉脱维亚、奥地利、卢森堡自动晋级，却遇见队长利亚·威廉森的受伤, 因此改换新球员, 打败了海地、中国、丹麦、尼日利亚、东道主澳洲以及南美球队哥伦比亚，是此教练的第二次决赛，英格兰第一决赛。

## 賽事
西班牙与英格兰曾经在2017年以及2022年女子欧洲杯碰头，但是总是输给对手，这场决赛可能回报英格兰两场欧洲杯的失败。
在澳大利亚国家体育馆的决赛里，先播放了2023年澳新女子世界杯的主题曲，随后西班牙国歌《皇家进行曲》 与英国国歌及英联邦会歌《天佑吾王》 响起，这一场精彩绝伦的比赛正式开始，比赛一开始，双方并没有进球，但是在上半场最后一秒，歐嘉·卡莫納向Eaps进球，因为她的父亲生病严重，她的进球向生病的父亲致敬，然后下半场，英格兰队在禁区将西班牙球员摔倒，裁判没有表示，但是视频助理裁判提醒了主裁，她当场吹停了比赛，观看视频，视频已经播放完毕，她向西班牙队点球了，但是，珍妮弗·埃尔莫索的进球被Mary Eaps扑出，但是比赛并增加了16秒，到了20秒的时候，比赛吹停了，比赛终于结束了，西班牙队终于获得了首个重要国际赛事以及女子足球第二高荣誉的世界杯，然后，萨里娜·维格曼带领了两次球队都没有取得奖杯，并成为双亚王。

### 詳細
| 2023年8月20日 20:00 UTC+10 |

| 西班牙     | 1–0  | 英格兰 |
| ---------- | ---- | ------ |
| 卡莫納 29' | 報告 |        |

| 悉尼澳洲體育場 觀眾人數：75,784 ：Tori Penso（美國） |

| 西班牙 | 英格兰 |

| GK          | 23 | 卡塔·科尔             |     |     |
| RB          | 2  | 奥娜·巴特列           |     |     |
| CB          | 4  | 伊雷妮·帕雷德斯       |     |     |
| CB          | 14 | 拉娅·科迪纳           |     | 73' |
| LB          | 19 | 歐嘉·卡莫納（C）      |     |     |
| DM          | 3  | 特雷莎·阿韦列拉       |     |     |
| CM          | 6  | 艾塔娜·邦馬蒂         |     |     |
| CM          | 10 | 珍妮弗·埃尔莫索       |     |     |
| RF          | 17 | 阿尔瓦·雷东多         |     | 60' |
| CF          | 18 | 莎瑪·帕拉盧埃洛       | 78' |     |
| LF          | 8  | 瑪麗歐娜·卡爾登泰     |     | 90' |
| 替补球员：  |    |                       |     |     |
| DF          | 12 | 奥娅内·埃尔南德斯     |     | 60' |
| DF          | 5  | 伊万娜·安德烈斯       |     | 73' |
| FW          | 11 | 阿莱克西娅·普特利亚斯 |     | 90' |
| 主教练：    |    |                       |     |     |
| Jorge Vilda |    |                       |     |     |

| GK            | 1  | 瑪麗·             |     |     |
| CB            | 16 |                   |     |     |
| CB            | 6  | 米莉·布賴特（C）  |     |     |
| CB            | 5  | 亚历克丝·格林伍德 |     |     |
| RWB           | 2  | 露西·布龙泽       |     |     |
| LWB           | 9  | 蕾切尔·戴利       |     | 46' |
| CM            | 8  | 乔治娅·斯坦韦     |     |     |
| CM            | 4  | 凯拉·沃尔什       |     |     |
| CM            | 10 | 埃拉·图恩         |     | 87' |
| CF            | 23 | 阿莱西娅·拉索     |     | 46' |
| CF            | 11 | 劳伦·亨普         | 55' |     |
| 替补球员：    |    |                   |     |     |
| FW            | 7  | 劳伦·詹姆斯       |     | 46' |
| FW            | 18 | 克洛伊·凯利       |     | 46' |
| FW            | 19 | 贝萨妮·英格兰     |     | 87' |
| 主教练：      |    |                   |     |     |
| 萨里娜·维格曼 |    |                   |     |     |

| 最佳球员： 歐嘉·卡莫納 助理裁判： Brooke Mayo（美国） Kathryn Nesbitt（美国） 第四裁判： 山下良美（日本） 預備助理裁判： Mijensa Rensch（苏里南） 視頻助理裁判： Tatiana Guzmán（尼加拉瓜） 視頻助理裁判助理： Pol van Boekel（荷兰） 越位視頻助理裁判： Ella De Vries（比利时） 視頻助理裁判支持： Armando Villarreal（美国） | 比賽規則： - 90分鐘賽事 - 如有需要，會進行30分鐘加時賽 - 如果比數仍然相同，則會進行互射十二碼 - 十二位後備球員 - 最多進行五個常規換人調動，加時賽中可額外進行第六個換人調動 |

## 爭議
賽後的頒獎儀式出現了極具爭議性的一幕，西班牙足協主席路易斯·盧比雷亞斯強吻了西班牙中場珍妮弗·埃尔莫索，並拍了拍她的腰部，被批評是性騷擾行為，要求盧比雷亞斯引咎辭職。艾爾莫索表示自己並未預料到會被親，也不喜歡這種行為，同時爆料盧比雷亞斯進入更衣室，將手搭在她的肩膀上，開玩笑說要去伊比利亞半島結婚。在澳洲短暫停留，準備返回西班牙的途中，盧比雷亞斯拍攝了一段道歉影片，並聲稱會從事件中吸取教訓。
針對盧比雷亞斯的事件，西班牙足協于8月25日召開了一次全體特別會議。盧比雷亞斯表示會在會議期間辭職，結果只是收回自己的言論，不願意下台。有鑒於此，西班牙政府向體育行政法院起訴盧比亞雷斯，計劃利用法律手段強制盧比雷亞斯辭職。與此同時，西班牙女足全體81名球員宣佈拒絕參加國家隊比賽，直至足協領導層換人，而女足的總教練豪爾赫·維爾達率教練組辭職，向盧比雷亞斯表示抗議。最終，國際足聯於26日宣佈暫停盧比雷亞斯職務90天。
8月28日，盧比雷亞斯的母親在莫特里尔的一家教堂內絕食，抗議外界對其兒子進行「非人、血腥的獵捕」。她不斷聲稱盧比雷亞斯為人正直，但是受到不公平對待。
9月6日，埃尔莫索正式向法院起诉盧比雷亞斯。

## 備註
1. ↑  每隊只會有三次進行換人機會，加時賽中可額外有第四次機會，當中在半場時、加時賽展開前與及加時賽半場時進行的換人可獲得豁免。

## 外部連結
- 官方网站